# Karate kölyök 3.
A Karate kölyök 3. (eredeti címén The Karate Kid Part III) 1989-ben bemutatott amerikai harcművészeti filmdráma, az 1984-es Karate kölyök második folytatása. A harmadik rész főszereplője szintén Ralph Macchio és Pat Morita, továbbá Martin Kove is fontosabb szereplőként tér vissza. 
A film bevételi és kritikai szempontból is alulmúlta elődjei teljesítményét.

## Cselekmény
A Cobra Kai dódzsó vezetője, John Kreese a Miyagitól elszenvedett vereség után elveszíti tanítványait és anyagilag is mélypontra kerül. Meglátogatja egykori vietnámi veterán bajtársát, a tehetős üzletember Terry Silvert, a Cobra Kai megalapítóját. Silver megfogadja, hogy segít bosszút állni Danielen és Miyagin, valamint újraalapítani a dódzsót. Los Angelesbe visszatérve Daniel és Miyagi szembesül LaRussóék korábbi lakóépületének átalakításával, amely miatt Miyagi is munkanélkülivé válik. Megtudják azt is, hogy Daniel anyja, Lucille New Jerseybe utazott beteg nagybátyját ápolni. Daniel Miyagihoz költözik és az egyetemi tanulmányaira szánt pénzét felajánlja mesterének, hogy az megvalósíthassa régi álmát, egy bonszaiüzletet. Közben Daniel megismerkedik egy Jessica Andrews nevű lánnyal és összebarátkoznak egymással.   
Silver Daniel karatés kihívójaként felbéreli a veszedelmes harcművész hírében álló Mike Barnest. Hazugságokkal, valamint fizikai erőszakkal sikerül rákényszerítenie az eredetileg versenyezni nem akaró Danielt a közelgő verseny jelentkezési lapjának aláírására. Miyagi közli vele, hogy ezúttal nem tudja felkészíteni Danielt a megmérettetésre.
Danielt Silver veszi szárnyai alá és a Cobra Kai dódzsóban brutális támadótechnikákat tanít neki. Silver manipulációinak köszönhetően a frusztrált Daniel egyre inkább eltávolodik korábbi mesterétől. Egy éjszakai szórakozóhelyen, ahová Daniel Jessicával érkezik, Silver felbérel egy férfit, hogy provokáljon verekedést Daniellel. Daniel eltöri a kötekedő orrát, majd felismerve egyre agresszívebb viselkedését, bocsánatot kér Jessicától és Miyagitól is. Meglátogatja Silvert a versenyből való kilépés szándékával, de Silver felfedi előtte valódi céljait és nemsokára Barnes, illetve Kreese is a helyszínre érkezik. Mielőtt Barnes megtámadhatná Danielt, Miyagi felbukkan, legyőzi a három férfit és beleegyezik Daniel felkészítésébe.
A versenyen Barnes bejut a döntőbe, és azt az instrukciót kapja Silvertől, hogy okozzon minél súlyosabb sérüléseket Danielnek, miközben döntetlen pontszámra törekszik és a végső menetben győzze le a fiút. Barnes erősebbnek bizonyul Danielnél és folyamatosan sértegeti ellenfelét harc közben. Miyagi biztatására Daniel nem adja fel a meccset, hanem a döntőben egy Miyagitól tanult formagyakorlatot kezd végrehajtani – amikor a zavarodott Barnes támadásba lendül, Daniel a földre küldi őt és egy ütéssel megnyeri a mérkőzést. A megszégyenült Silver elviharzik a helyszínről, miközben Miyagi és Daniel a győzelmüket ünnepli.

## Szereplők

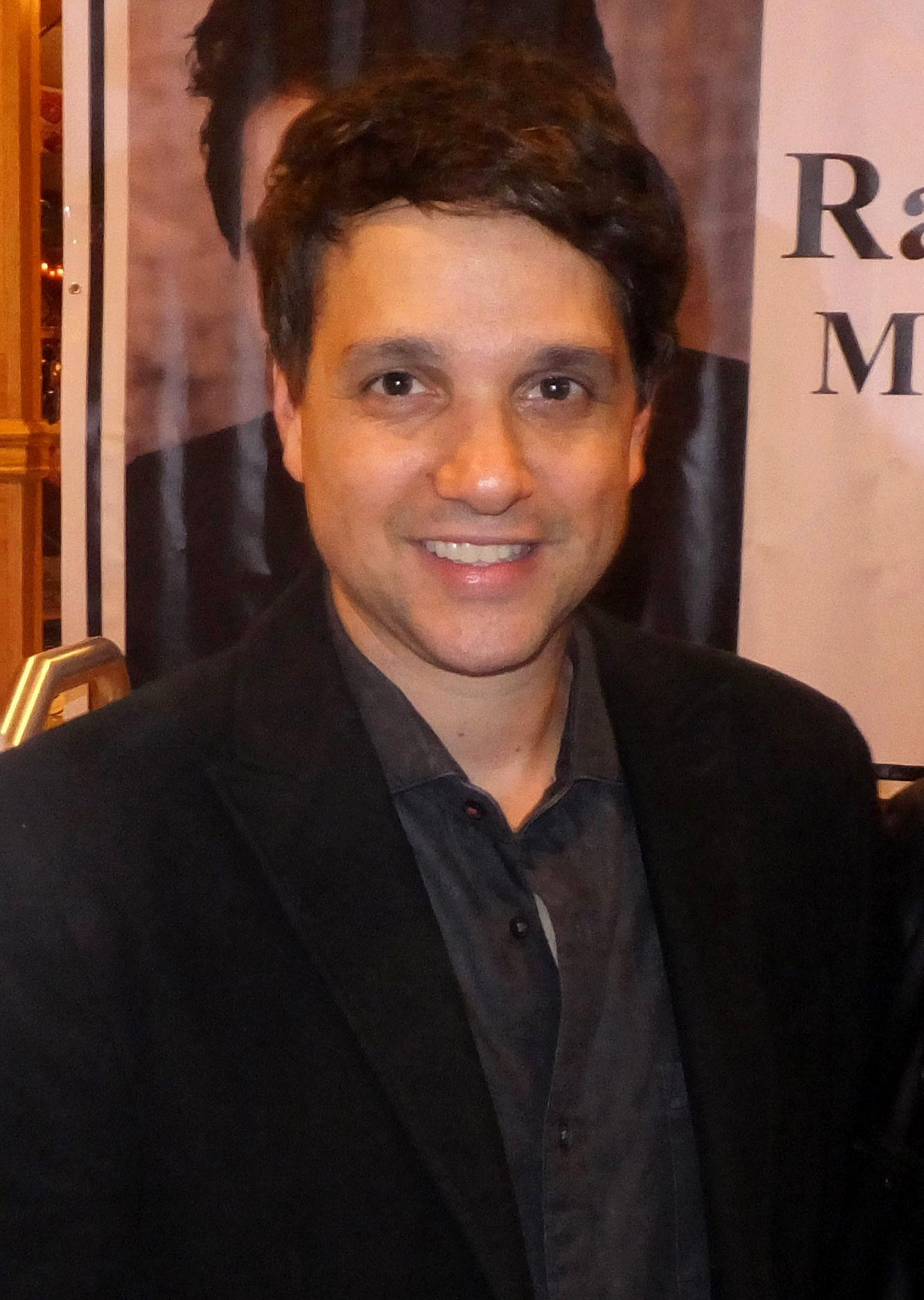
Ralph Macchio a harmadik, egyben utolsó alkalommal játszotta el Daniel LaRussót a filmvásznon, később a Cobra Kai sorozatban tért vissza Daniel szerepében

| Szerep                            | Színész               | Magyar hang 1. szinkron (2000–2001) |
| --------------------------------- | --------------------- | ----------------------------------- |
| Daniel LaRusso                    | Ralph Macchio         | Simonyi Balázs                      |
| Mr. Miyagi                        | Noriyuki "Pat" Morita | Pálfai Péter                        |
| Jessica Andrews                   | Robyn Lively          | Roatis Andrea                       |
| Terry Silver                      | Thomas Ian Griffith   | Csík Csaba Krisztián                |
| John Kreese                       | Martin Kove           | Bognár Tamás                        |
| Mike Barnes                       | Sean Kanan            | Moser Károly                        |
| Kígyó                             | Jonathan Avildsen     |                                     |
| Lucille LaRusso                   | Randee Heller         |                                     |
| Johnny Lawrence (archív felvétel) | William Zabka         | Molnár Levente                      |

## Fogadtatás

### Bevételi adatok
A harmadik rész lényegesen kevesebb bevételt hozott elődeinél. Bár a nyitó hétvégén 10 364 544 dollárt termelt (amely megközelíti a második rész hasonló bevételi adatait), végül összesen 38 956 288 dolláros bevételt ért el az Amerikai Egyesült Államokban – ezzel az első három film közül anyagilag ez bizonyult a legsikertelenebbnek.

### Kritikai visszhang
A filmet a kritikusok többsége, köztük a korábbi filmeket méltató Roger Ebert is hűvösen fogadta. A Rotten Tomatoes weboldalon 32 kritika alapján 16%-ra értékelték. A weboldal összegzése szerint „az ihlet hiánycikk ebben a harmadik Karate kölyök-filmben, mely az előző filmek narratíváját hasznosítja újra, mindezt eltúlzott színészi játékkal és meglepő mennyiségű erőszakkal kiegészítve”.
Egy 2015-ös interjúban maga Avildsen is azt nyilatkozta a filmről, hogy „az első rész gyenge utánzata” és „egy borzalmas film”.

### Arany Málna-jelölések
A Karate kölyök 3.-at az 1990-ben megtartott 10. Arany Málna-gálán összesen öt kategóriában jelölték Arany Málna díjra, de végül egyiket sem ennek a filmnek ítélték oda.
| Kategória                        | Jelölt                     | Eredmény |
| -------------------------------- | -------------------------- | -------- |
| Legrosszabb film                 | Jerry Weintraub (producer) | Jelölve  |
| Legrosszabb férfi főszereplő     | Ralph Macchio              | Jelölve  |
| Legrosszabb férfi mellékszereplő | Pat Morita                 | Jelölve  |
| Legrosszabb rendező              | John G. Avildsen           | Jelölve  |
| Legrosszabb forgatókönyv         | Robert Mark Kamen          | Jelölve  |

## Fordítás
- Ez a szócikk részben vagy egészben  a   The Karate Kid Part III című angol Wikipédia-szócikk fordításán alapul.  Az eredeti cikk szerkesztőit annak laptörténete sorolja fel. Ez a jelzés csupán a megfogalmazás eredetét és a szerzői jogokat jelzi, nem szolgál a cikkben szereplő információk forrásmegjelöléseként.